# Николай Вюртембергский
Герцог Николай Вюртембергский (нем. Nikolaus von Württemberg; 1 марта 1833, Карлсруэ — 22 февраля 1903 год, там же) — представитель Вюртембергского королевского дома, генерал инфантерии австрийской армии.

## Биография
Николай — сын герцога Евгения Вюртембергского и его второй супруги принцессы Елены Гогенлоэ-Лангенбургской. Окончил гимназию в Бреслау и обучался в политехнической школе в Ганновере. Поступил на службу в австрийский флот, затем перешёл в австрийскую армию. В 1860 году получил звание майора, в 1864 году участвовал в войне с Данией, а в 1866 году — в войне с Пруссией. Путешествовал по Испании и Северной Африке. С 1877 года в звании генерал-майора и бригадира служил в Кракове, с 1882 года в звании фельдмаршал-лейтенанта — в Комароме.
В 1869 году Николай сочетался браком с герцогиней Вильгельминой Евгенией, старшей дочерью его единокровного брата Евгения Эрдмана Вюртембергского. В браке детей не было. С 1888 года герцог Николай проживал в нижнесилезском Карлсруэ, занимался сельским и лесным хозяйством и изучал рыболовное дело. С 1855 года как член Вюртембергского дома состоял в вюртембергском сословном собрании. После смерти герцога Николая его поместье Карлсруэ по завещанию отошло королю Вильгельму II Вюртембергскому.

## Комментарии
1. ↑  В Вюртембергском королевском доме титул герцог носили все потомки главы дома (короля Вюртемберга) по прямой мужской законной линии. То есть, в этой семье после 1806 года герцог — титул принца, а не титул правящего герцогством монарха.